# Драфт НБА 2017 года
Драфт НБА 2017 года прошёл 22 июня 2017 года, в спортивном комплексе «Барклайс-центр» в Бруклине. Трансляцию осуществляли ESPN и «The Vertical». Команды НБА выбирали баскетболистов-любителей из университетов США, а также других кандидатов, официально зарегистрированных для участия в драфте, в том числе иностранцев. Драфт-лотерея состоялся во время плей-офф 16 мая 2017 года.
Под первым номером драфта «Филадельфией Севенти Сиксерс» был выбран Маркелл Фульц.

## Драфт лотерея
НБА ежегодно проводит лотерею перед драфтом, чтобы определить порядок выбора на драфте командами, которые не попали в плей-офф в предыдущем сезоне. Каждая команда, которая не попала в плей-офф, имеет шанс выиграть один из трёх первых выборов, однако клубы, показавшие наихудшее соотношение побед к поражениям в прошлом сезоне имеют большие шансы на это. После того, как будут определены первые три выбора, остальные команды будут отсортированы согласно их результатам в предыдущем сезоне. В таблице представлены шансы команд, не попавших в плей-офф, получить номера посева от 1 до 14.
Лотерея драфта была проведена 16 мая 2017 года. «Бостон Селтикс» получил право выбирать на драфте первым. Второй пик достался «Лос-Анджелес Лейкерс». Третий пик драфта оказался у «Филадельфия 76ерс».
| Команда               | Результат в сезоне | Шанс лотереи | Выбор | Выбор | Выбор | Выбор | Выбор | Выбор | Выбор | Выбор | Выбор | Выбор | Выбор | Выбор | Выбор | Выбор |
| Команда               | Результат в сезоне | Шанс лотереи | 1     | 2     | 3     | 4     | 5     | 6     | 7     | 8     | 9     | 10    | 11    | 12    | 13    | 14    |
| --------------------- | ------------------ | ------------ | ----- | ----- | ----- | ----- | ----- | ----- | ----- | ----- | ----- | ----- | ----- | ----- | ----- | ----- |
| Бруклин Нетс1         | 20-62              | 250          | .250  | .215  | .178  | .357  | -     | -     | -     | -     | -     | -     | -     | -     | -     | -     |
| Финикс Санз           | 24-58              | 199          | .199  | .188  | .171  | .319  | .123  | -     | -     | -     | -     | -     | -     | -     | -     | -     |
| Лос-Анджелес Лейкерс  | 26-56              | 156          | .156  | .157  | .156  | .226  | .265  | .040  | -     | -     | -     | -     | -     | -     | -     | -     |
| Филадельфия 76ерс2    | 28-54              | 119          | .119  | .126  | .133  | .099  | .350  | .161  | .013  | -     | -     | -     | -     | -     | -     | -     |
| Орландо Мэджик        | 29-53              | 88           | .088  | .097  | .107  | -     | .261  | .359  | .084  | .004  | -     | -     | -     | -     | -     | -     |
| Миннесота Тимбервулвз | 31-51              | 53           | .053  | .060  | .070  | -     | -     | .439  | .331  | .045  | .001  | -     | -     | -     | -     | -     |
| Нью-Йорк Никс         | 31-51              | 53           | .053  | .060  | .070  | -     | -     | -     | .572  | .226  | .018  | .000  | -     | -     | -     | -     |
| Сакраменто Кингз2     | 32-50              | 28           | .028  | .033  | .039  | -     | -     | -     | -     | .725  | .168  | .008  | .000  | -     | -     | -     |
| Даллас Маверикс       | 33-49              | 17           | .017  | .020  | .024  | -     | -     | -     | -     | -     | .813  | .122  | .004  | .000  | -     | -     |
| Нью-Орлеан Пеликанс3  | 34-48              | 11           | .011  | .013  | .016  | -     | -     | -     | -     | -     | -     | .870  | .089  | .002  | .000  | -     |
| Шарлотт Хорнетс       | 36-46              | 8            | .008  | .009  | .012  | -     | -     | -     | -     | -     | -     | -     | .907  | .063  | .001  | .000  |
| Детройт Пистонс       | 37-45              | 7            | .007  | .008  | .010  | -     | -     | -     | -     | -     | -     | -     | -     | .935  | .039  | .000  |
| Денвер Наггетс        | 40-42              | 6            | .006  | .007  | .009  | -     | -     | -     | -     | -     | -     | -     | -     | -     | .960  | .018  |
| Майами Хит            | 41-41              | 5            | .005  | .006  | .007  | -     | -     | -     | -     | -     | -     | -     | -     | -     | -     | .982  |

1 «Бостон Селтикс» воспользовался опцией обмена драфт-пиками первого раунда с «Бруклин Нетс».

2 «Филадельфия 76ерс» воспользовалась опцией обмена драфт-пиками первого раунда с «Сакраменто Кингз».

3 «Сакраменто Кингз» получил драфт-пик первого раунда «Нью-Орлеан Пеликанс» потому, что тот был защищен Топ-3.

## Драфт
| РЗ | Разыгрывающий защитник | АЗ | Атакующий защитник | ЛФ | Лёгкий форвард | ТФ | Тяжёлый форвард | Ц | Центровой |

|  | Игроки, выбранные в Зал славы баскетбола                   |
|  | Участники Матча всех звёзд и игроки сборной всех звёзд НБА |
|  | Участники Матча всех звёзд                                 |
|  | Игроки сборной всех звёзд                                  |
|  | Баскетболисты, не игравшие в НБА                           |

| Раунд | Пик | Игрок                | Позиция | Страна         | Клуб                                                                                     | Колледж/команда                    |
| ----- | --- | -------------------- | ------- | -------------- | ---------------------------------------------------------------------------------------- | ---------------------------------- |
| 1     | 1   | Маркелл Фульц        | РЗ      | США            | Филадельфия Севенти Сиксерс (из Бруклина через Бостон)                                   | Вашингтон (1-й курс)               |
| 1     | 2   | Лонзо Болл           | РЗ      | США            | Лос-Анджелес Лейкерс                                                                     | УКЛА (1-й курс)                    |
| 1     | 3   | Джейсон Тейтум       | ЛФ      | США            | Бостон Селтикс (из Сакраменто через Филадельфию)                                         | Дьюк (1-й курс)                    |
| 1     | 4   | Джош Джексон         | ЛФ      | США            | Финикс Санз                                                                              | Канзас (1-й курс)                  |
| 1     | 5   | Де’Аарон Фокс        | РЗ      | США            | Сакраменто Кингз (из Филадельфии)                                                        | Кентукки (1-й курс)                |
| 1     | 6   | Джонатан Айзек       | ЛФ/ТФ   | США            | Орландо Мэджик                                                                           | Флорида Стэйт (1-й курс)           |
| 1     | 7   | Лаури Маркканен      | ТФ/Ц    | Финляндия      | Миннесота Тимбервулвз (обменян в Чикаго Буллз)                                           | Аризона (1-й курс)                 |
| 1     | 8   | Франк Нтиликина      | РЗ      | Франция        | Нью-Йорк Никс                                                                            | Страсбур (Франция)                 |
| 1     | 9   | Деннис Смит          | РЗ      | США            | Даллас Маверикс                                                                          | Северная Каролина Стэйт (1-й курс) |
| 1     | 10  | Зак Коллинз          | Ц       | США            | Сакраменто Кингз (из Нью-Орлеана, обменян в Портленд Трэйл Блэйзерс)                     | Гонзага (1-й курс)                 |
| 1     | 11  | Малик Монк           | АЗ      | США            | Шарлотт Хорнетс                                                                          | Кентукки (1-й курс)                |
| 1     | 12  | Люк Кеннард          | АЗ      | США            | Детройт Пистонс                                                                          | Дьюк (2-й курс)                    |
| 1     | 13  | Донован Митчелл      | АЗ      | США            | Денвер Наггетс (обменян в Юта Джаз)                                                      | Луисвилл (2-й курс)                |
| 1     | 14  | Бэм Адебайо          | Ц       | США            | Майами Хит                                                                               | Кентукки (1-й курс)                |
| 1     | 15  | Джастин Джексон      | ЛФ      | США            | Портленд Трэйл Блэйзерс (обменян в Сакраменто Кингз)                                     | Северная Каролина (3-й курс)       |
| 1     | 16  | Джастин Пэттон       | Ц       | США            | Чикаго Буллз (обменян в Миннесота Тимбервулвз)                                           | Крейтон (1-й курс)                 |
| 1     | 17  | Ди Джей Уилсон       | ТФ      | США            | Милуоки Бакс                                                                             | Мичиган (3-й курс)                 |
| 1     | 18  | Ти Джей Лиф          | ТФ      | Израиль        | Индиана Пэйсерс                                                                          | УКЛА (1-й курс)                    |
| 1     | 19  | Джон Коллинз         | ТФ      | США            | Атланта Хокс                                                                             | Уэйк-Форест (2-й курс)             |
| 1     | 20  | Гарри Джайлс         | ТФ/Ц    | США            | Портленд Трэйл Блэйзерс (из Мемфиса через Денвер и Кливленд, обменян в Сакраменто Кингз) | Дьюк (1-й курс)                    |
| 1     | 21  | Терренс Фергюсон     | АЗ      | США            | Оклахома-Сити Тандер                                                                     | Аделаида Сёти Сиксерс (Австралия)  |
| 1     | 22  | Джарретт Аллен       | Ц       | США            | Бруклин Нетс (из Вашингтона)                                                             | Техас (1-й курс)                   |
| 1     | 23  | Оу Джи Ануноби       | ЛФ      | Великобритания | Торонто Рэпторс (из Клипперс через Милуоки)                                              | Индиана (2-й курс)                 |
| 1     | 24  | Тайлер Лайдон        | ТФ      | США            | Юта Джаз (обменян в Денвер Наггетс)                                                      | Сиракьюс (2-й курс)                |
| 1     | 25  | Анджейс Пасечникс    | Ц       | Латвия         | Орландо Мэджик (из Торонто, обменян в Филадельфия Севенти Сиксерс)                       | Гран-Канария (Испания)             |
| 1     | 26  | Калеб Суониган       | ТФ      | США            | Портленд Трэйл Блэйзерс (из Кливленда)                                                   | Пердью (2-й курс)                  |
| 1     | 27  | Кайл Кузма           | ТФ      | США            | Лос-Анджелес Лейкерс (из Бостона через Бруклин)                                          | Юта (3-й курс)                     |
| 1     | 28  | Тони Брэдли          | ТФ/Ц    | США            | Лос-Анджелес Лейкерс (из Хьюстона, обменян в Юта Джаз)                                   | Северная Каролина (1-й курс)       |
| 1     | 29  | Деррик Уайт          | РЗ/АЗ   | США            | Сан-Антонио Спёрс                                                                        | Колорадо (4-й курс)                |
| 1     | 30  | Джош Харт            | АЗ      | США            | Юта Джаз (из Голден Стэйт, обменян в Лос-Анджелес Лейкерс)                               | Вилланова (4-й курс)               |
| 2     | 31  | Фрэнк Джексон        | РЗ      | США            | Шарлотт Хорнетс (из Бруклина через Атланту, обменян в Нью-Орлеан Пеликанс)               | Дьюк (1-й курс)                    |
| 2     | 32  | Дейвон Рид           | АЗ      | США            | Финикс Санз                                                                              | Майами (4-й курс)                  |
| 2     | 33  | Уэсли Айванду        | ЛФ      | США            | Орландо Мэджик (из Лейкерс)                                                              | Канзас Стэйт (4-й курс)            |
| 2     | 34  | Фрэнк Мейсон         | РЗ      | США            | Сакраменто Кингз (из Филадельфии через Нью-Орлеан)                                       | Канзас (4-й курс)                  |
| 2     | 35  | Айван Рабб           | ТФ      | США            | Орландо Мэджик (обменян в Мемфис Гриззлис)                                               | Калифорния (2-й курс)              |
| 2     | 36  | Джона Болден         | ТФ      | Австралия      | Филадельфия Севенти Сиксерс (из Нью-Йорка через Юту и Торонто)                           | ФМП Белград (Сербия)               |
| 2     | 37  | Шеми Оджелей         | ЛФ/ТФ   | США            | Бостон Селтикс (из Миннесоты через Финикс)                                               | ЮМУ (3-й курс)                     |
| 2     | 38  | Джордан Белл         | ТФ      | США            | Чикаго Буллз (из Сакраменто через Кливленд, обменян в Голден Стэйт Уорриорз)             | Орегон (3-й курс)                  |
| 2     | 39  | Джавун Эванс         | РЗ      | США            | Филадельфия Севенти Сиксерс (из Далласа)                                                 | Оклахома Стэйт (2-й курс)          |
| 2     | 40  | Дуэйн Бэйкон         | АЗ      | США            | Нью-Орлеан Пеликанс (обменян в Шарлотт Хорнетс)                                          | Флорида Стэйт (2-й курс)           |
| 2     | 41  | Тайлер Дорси         | АЗ      | Греция         | Атланта Хокс (из Шарлотт)                                                                | Орегон (2-й курс)                  |
| 2     | 42  | Томас Брайант        | ТФ      | США            | Юта Джаз (из Детройта, обменян в Лос-Анджелес Лейкерс)                                   | Индиана (2-й курс)                 |
| 2     | 43  | Айзея Хартенштейн    | ТФ/Ц    | Германия       | Хьюстон Рокетс (из Денвера)                                                              | Жальгирис (Литва)                  |
| 2     | 44  | Дамьен Дотсон        | АЗ      | США            | Нью-Йорк Никс (из Чикаго)                                                                | Хьюстон (4-й курс)                 |
| 2     | 45  | Диллон Брукс         | ЛФ      | Канада         | Хьюстон Рокетс (из Портленда, обменян в Мемфис Гриззлис)                                 | Орегон (3-й курс)                  |
| 2     | 46  | Стерлинг Браун       | АЗ      | США            | Филадельфия Севенти Сиксерс (из Майами через Атланту)                                    | ЮМУ (4-й курс)                     |
| 2     | 47  | Ике Анигбогу         | Ц       | США            | Индиана Пэйсерс                                                                          | УКЛА (1-й курс)                    |
| 2     | 48  | Синдариус Торнуэлл   | АЗ      | США            | Милуоки Бакс (обменян в Лос-Анджелес Клипперс)                                           | Южная Каролина (4-й курс)          |
| 2     | 49  | Влатко Чанчар        | ЛФ      | Словения       | Денвер Наггетс (из Мемфиса через Оклахома-Сити)                                          | Мега (Сербия)                      |
| 2     | 50  | Матиас Лессор        | ТФ/Ц    | Мартиника      | Филадельфия Севенти Сиксерс (из Атланты)                                                 | Нантер 92 (Франция)                |
| 2     | 51  | Монте Моррис         | РЗ      | США            | Денвер Наггетс (из Оклахома-Сити)                                                        | Айова Стэйт (4-й курс)             |
| 2     | 52  | Эдмонд Самнер        | РЗ      | США            | Нью-Орлеан Пеликанс (из Вашингтона)                                                      | Ксавьера (3-й курс)                |
| 2     | 53  | Кадим Аллен          | АЗ      | США            | Бостон Селтикс (из Кливленда)                                                            | Аризона (4-й курс)                 |
| 2     | 54  | Алек Питерс          | ЛФ      | США            | Финикс Санз (из Торонто)                                                                 | Валпарейзо (4-й курс)              |
| 2     | 55  | Найджел Уильямс-Госс | РЗ      | США            | Юта Джаз                                                                                 | Гонзага (3-й курс)                 |
| 2     | 56  | Джабари Бёрд         | АЗ      | США            | Бостон Селтикс (из Клипперс)                                                             | Калифорния (4-й курс)              |
| 2     | 57  | Александр Везенков   | ТФ      | Болгария       | Бруклин Нетс (из Бостона)                                                                | Барселона (Испания)                |
| 2     | 58  | Огнен Ярамаз         | РЗ      | Сербия         | Нью-Йорк Никс (из Хьюстона)                                                              | Мега (Сербия)                      |
| 2     | 59  | Джарон Блоссомгейм   | ЛФ      | США            | Сан-Антонио Спёрс                                                                        | Клемсон (4-й курс)                 |
| 2     | 60  | Альфа Каба           | ТФ/Ц    | Франция        | Атланта Хокс (из Голден Стэйт через Филадельфию и Юту)                                   | Мега (Сербия)                      |

## Сделки с участием драфт пиков

### Сделки до драфта
1. 1 2 3  12 июля 2013: из «Бруклин Нетс» в «Бостон Селтикс»[2]

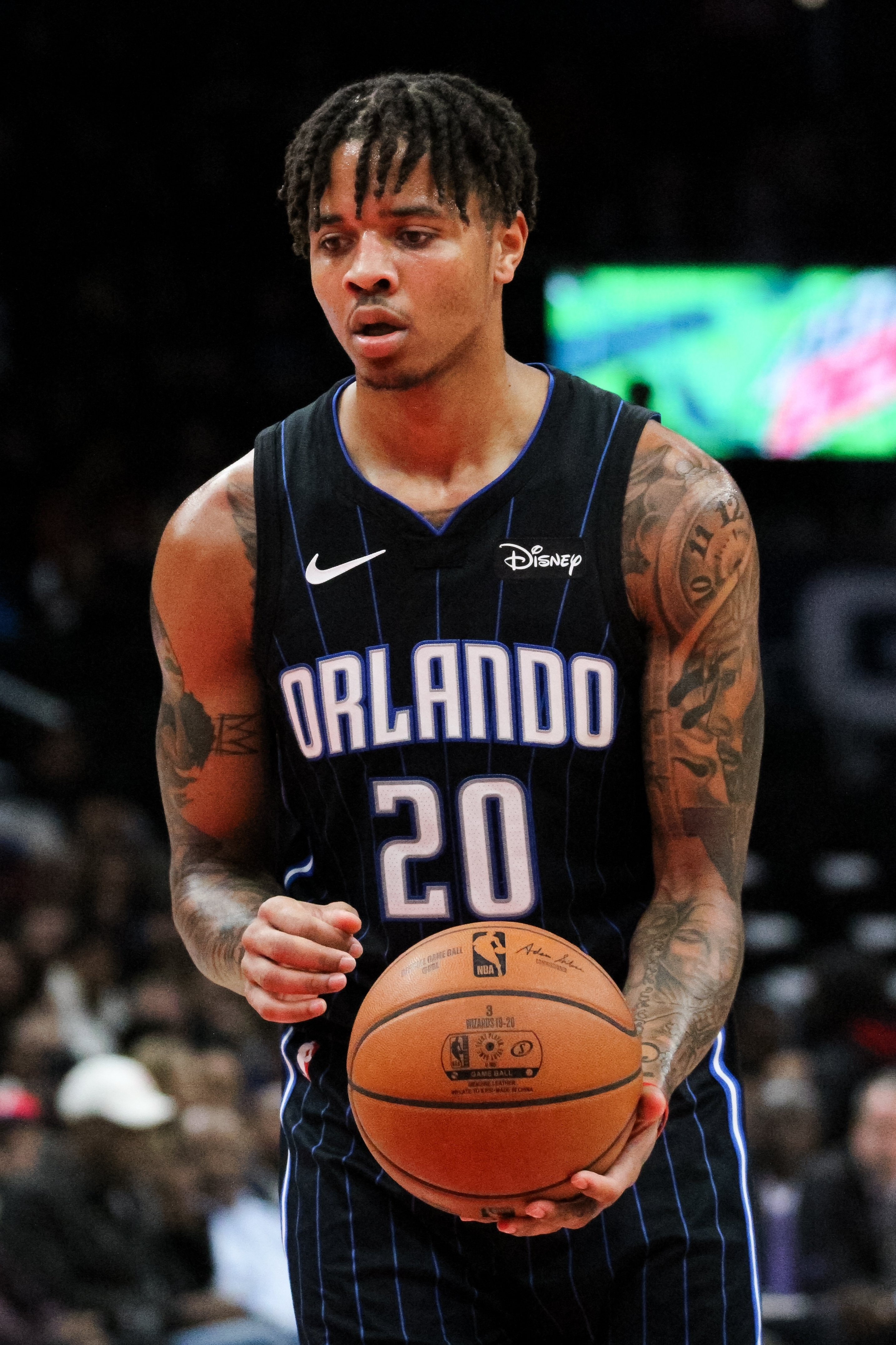
Маркелл Фульц был выбран под 1-м номером «Филадельфией Севенти Сиксерс».

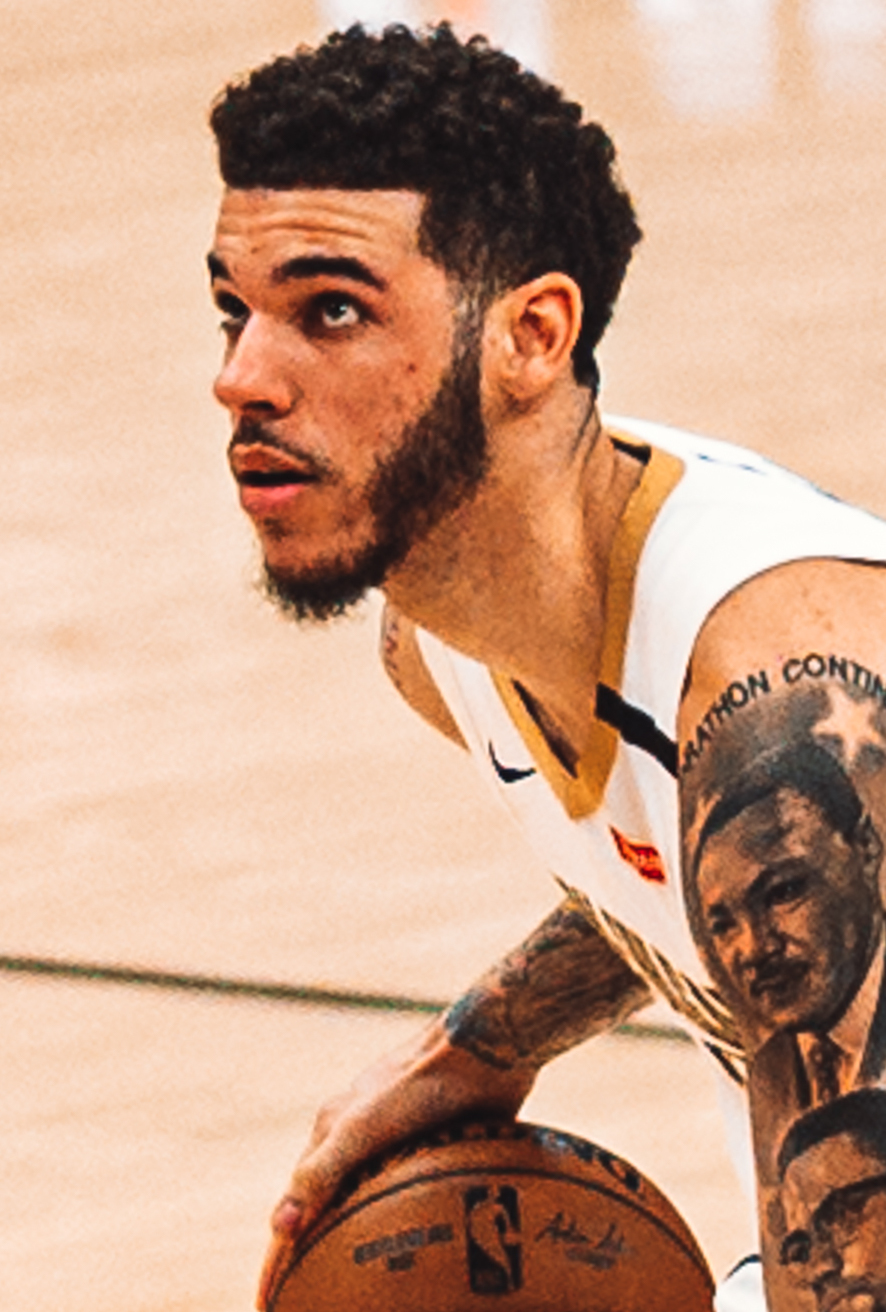
Лонзо Болл был выбран под 2-м номером «Лос-Анджелес Лейкерс».

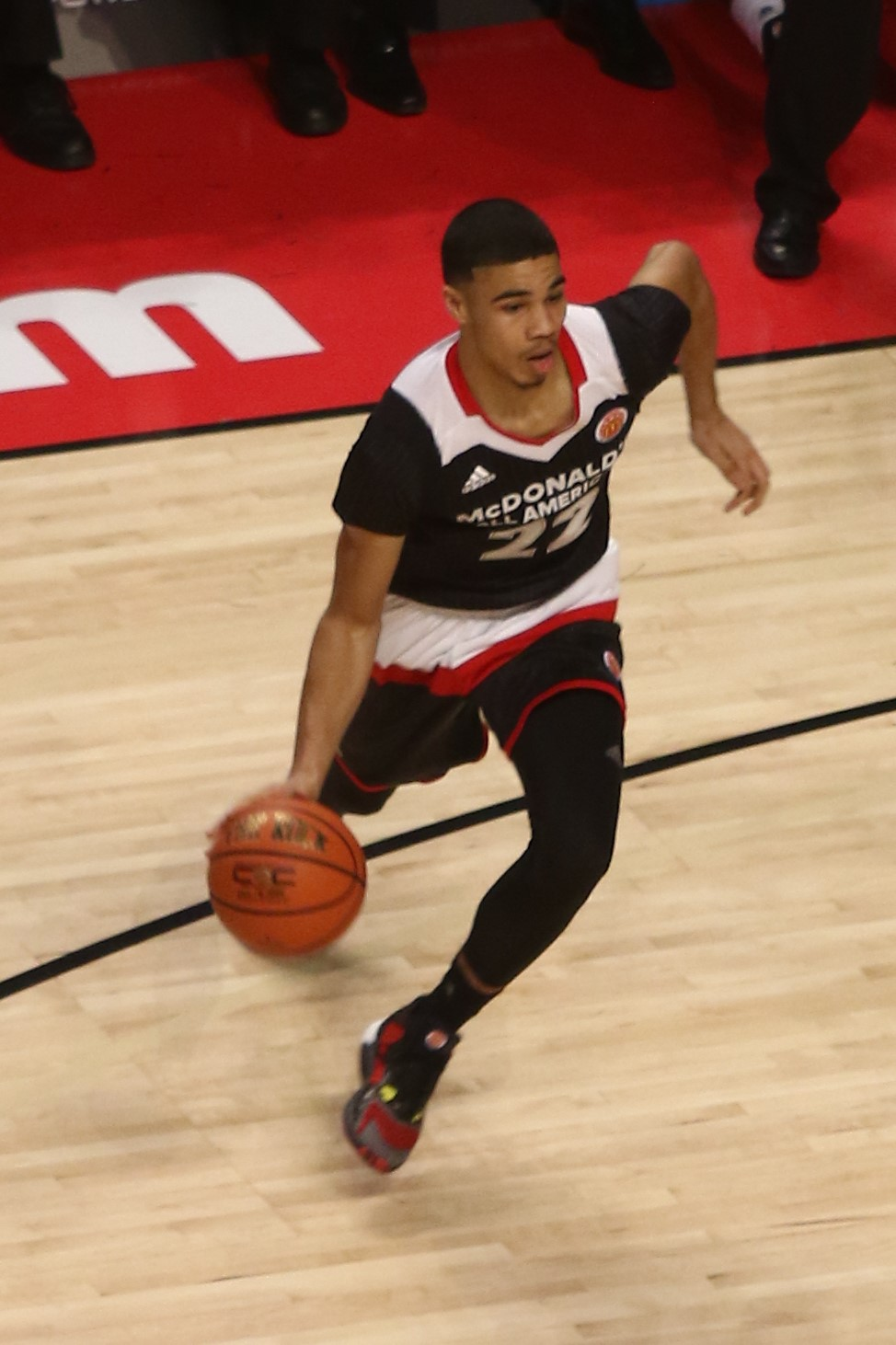
Джейсон Тейтум был выбран под 3-м номером «Бостон Селтикс».

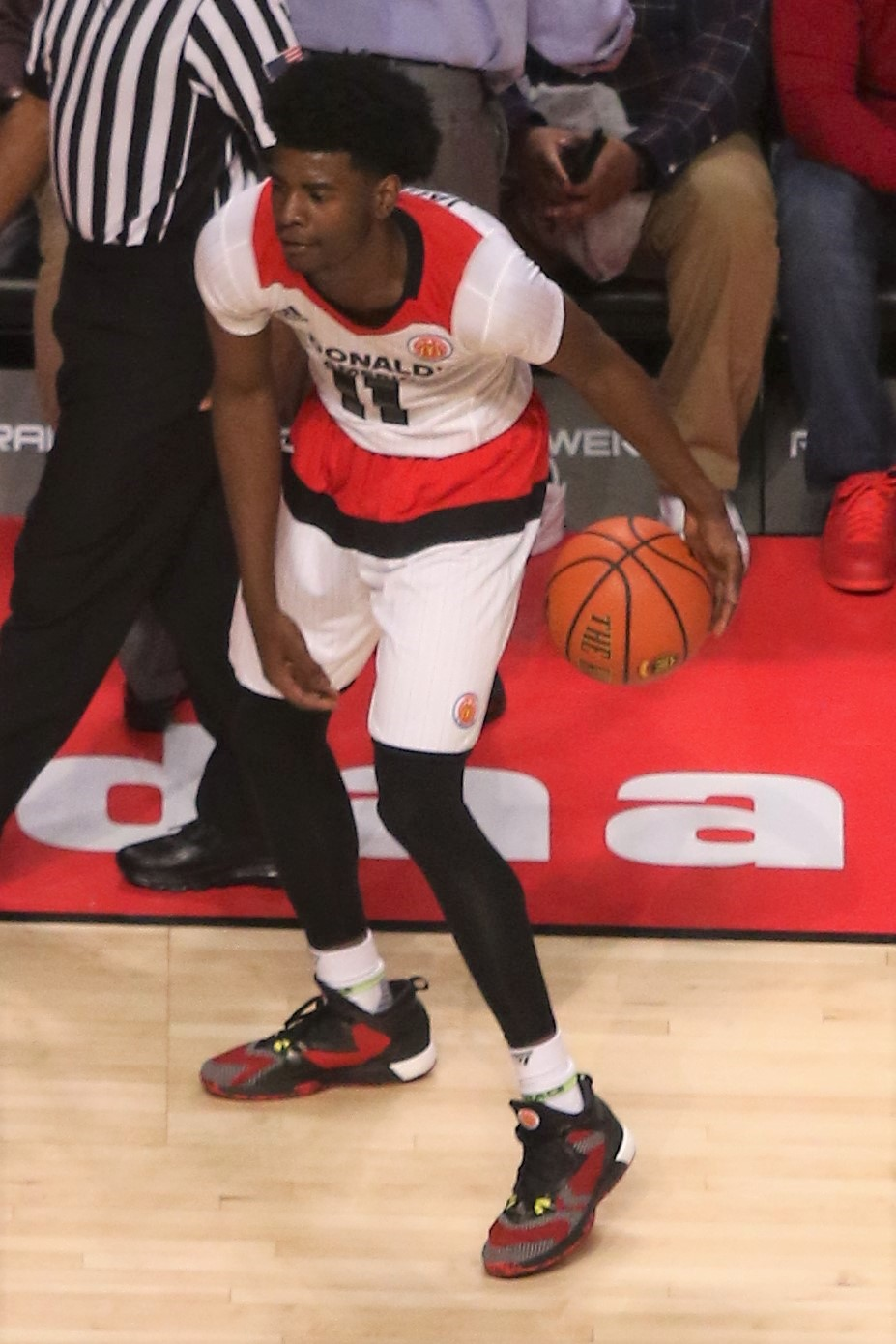
Джош Джексон был выбран под 4-м номером «Финикс Санз».

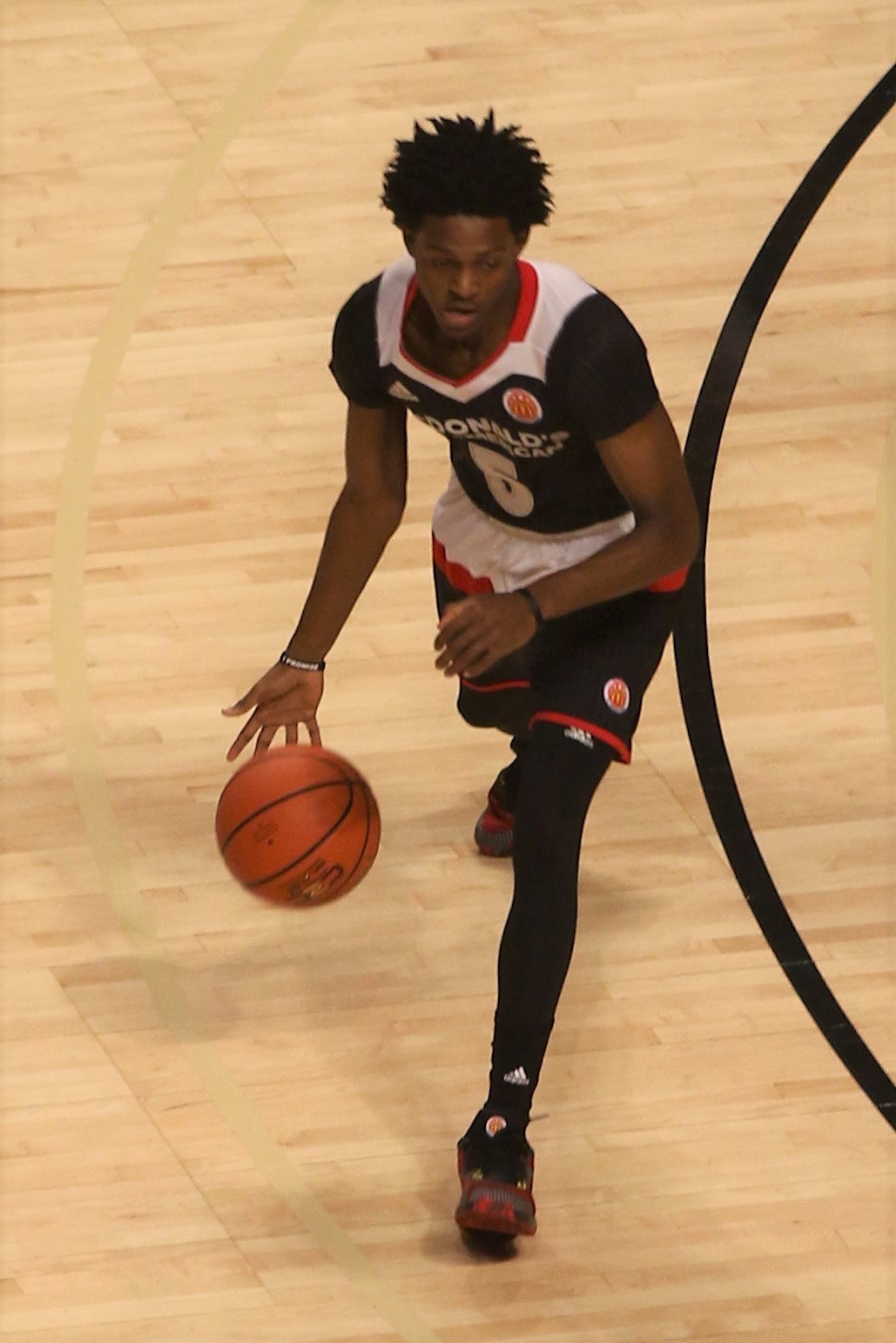
Де’Аарон Фокс был выбран под 5-м номером «Сакраменто Кингз».

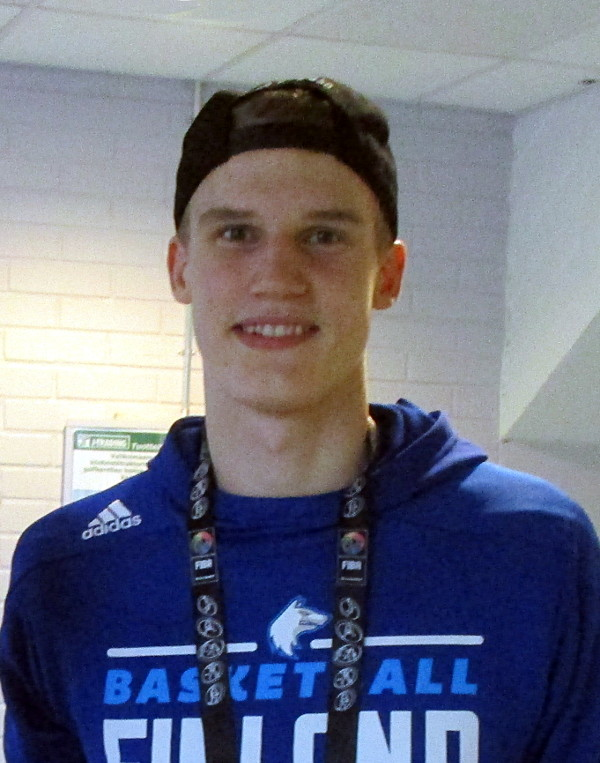
Лаури Маркканен был выбран под 7-м номером «Миннесотой Тимбервулвз» и обменян в «Чикаго Буллс».

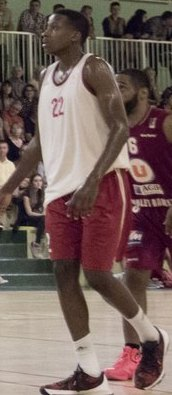
Франк Нтиликина был выбран под 8-м номером «Нью-Йорк Никс».

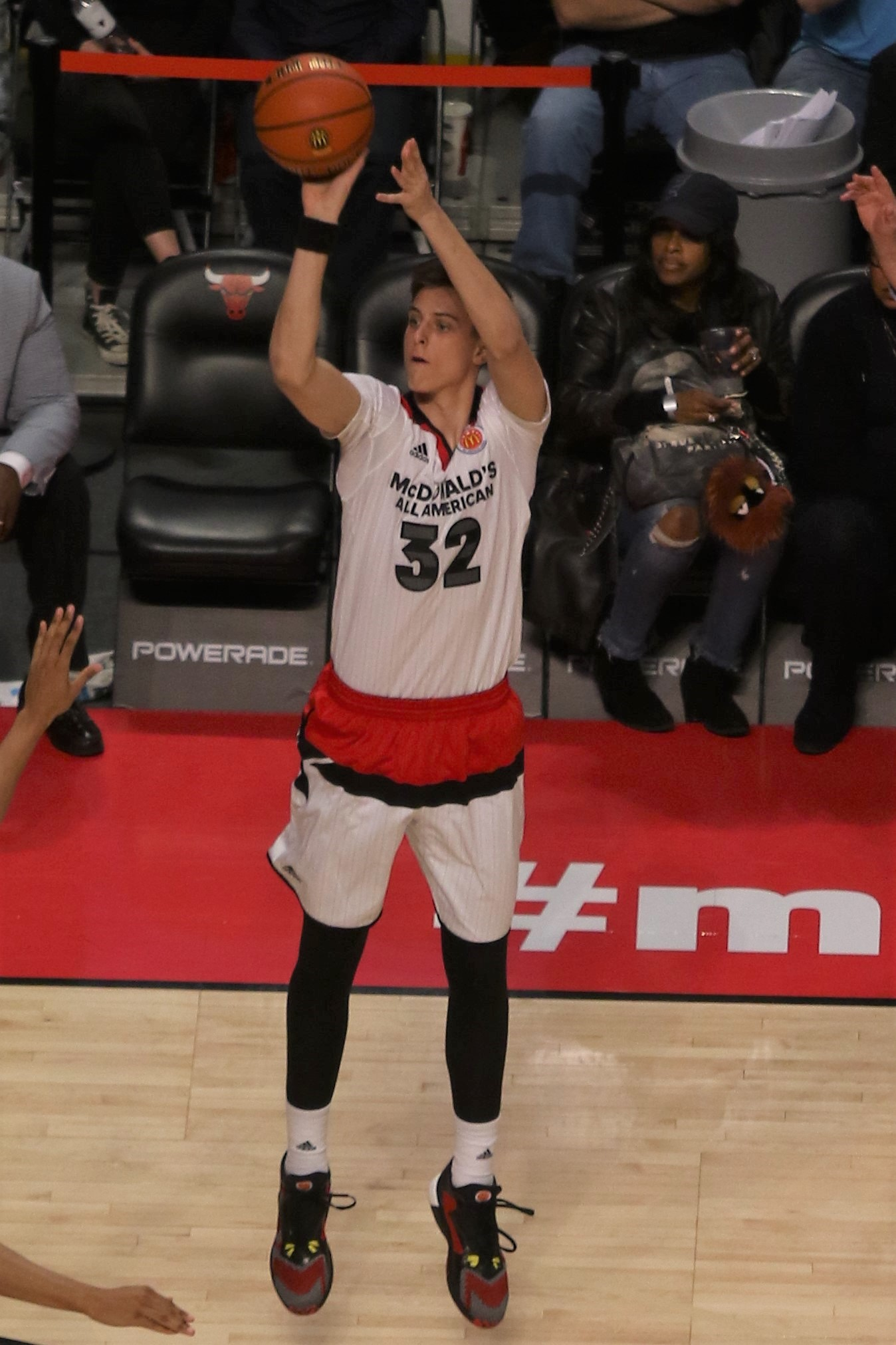
Зак Коллинз был выбран под 10-м номером «Сакраменто Кингз» и обменян в «Портленд Трэйл Блэйзерс».

  - «Бостон» приобрёл Джеральда Уоллеса, Криса Хамфриса, Кита Боганса, Маршона Брукса и Криса Джозефа, выбор в первом раунде в 2014, 2016 и 2018 годах и возможность обменять выбор в первом раунде 2017 года; «Бостон» использовал этот вариант 3 апреля 2017 года.[3]
  - «Бруклин» приобрёл Пола Пирса, Кевина Гарнетта, Джейсона Терри и Ди-Джея Уайта; «Бруклин» также приобрёл выбор «Бостона» во втором раунде за компенсацию после того, как предыдущий сезон закончился.[4]
2. 1 2  19 июня 2017: из «Бостон Селтикс» в «Филадельфию Севенти Сиксерс»
  - «Филадельфия» приобрела первый номер выбора на драфте 2017 года.
  - «Бостон» приобрёл третий номер выбора на драфте 2017 года и выбор «Лос-Анджелес Лейкерс» в первом раунде 2018 года (№2-5) или выбор в первом раунде 2019 года.[5]
3. 1 2  10 июля 2015: из «Сакраменто Кингз» в «Филадельфию Севенти Сиксерс»[6]
  - «Филадельфия» приобрела Ника Стаускаса, Карла Лэндри и Джейсона Томпсона, выбор в первом раунде в 2019 году и право на обмен в первых раундах 2016 и 2017 годов.
  - «Сакраменто» приобрёл права на Артураса Гудайтиса и Луку Митровича.
4. 1 2  20 февраля 2017: из «Нью-Орлеан Пеликанс» в «Сакраменто Кингз»[8]
  - «Нью-Орлеан» приобрёл Демаркуса Казинса и Омри Касспи.
  - «Сакраменто» приобрёл Бадди Хилда, Тайрика Эванса и Лэнгстона Гэллоуэя, выбор первого раунда «Нью-Орлеана» 2017 года (Топ-3 защищённый) и выбор второго раунда (первоначально принадлежавший «Филадельфии»).
5. ↑  22 января 2013: из «Мемфис Гриззлис» в «Кливленд Кавальерс»[11]
  - «Мемфис» приобрёл Джона Луера.
  - «Кливленд» приобрёл Марриса Спейтса, Джоша Селби и Уэйна Эллингтона, защищённый выбор «Мемфиса» в первом раунде; Выбор не мог быть передан в течение двух лет после того, как «Мемфис» отдал свой выбор в первом раунде в «Миннесоту» (это произошло в 2013 году) и защитил номера 1-5 и 15-30 в 2015 году, а затем номера 1-5 в 2017 и 2018 годах.

7 января 2015: из «Кливленд Кавальерс» в «Денвер Наггетс»[12]
  - «Кливленд» приобрёл Тимофея Мозгова и худший выбор «Чикаго» и «Портленда» во втором раунде 2015 года.
  - «Денвер» приобрёл защищённый выбор в первом раунде 2015 года «Оклахомы-Сити» и выбор в первом раунде «Мемфиса» (защищённый до 2018 года).

13 февраля 2017: из «Денвер Наггетс» в «Портленд Трэйл Блэйзерс»[13]
  - «Денвер» приобрёл Мэйсона Пламли и выбор во втором раунде 2018 года.
  - «Портленд» приобрёл Юсуфа Нуркича И защищённый выбор «Мемфиса» в первом раунде (защищённый №1-5 до 2018 года).
6. ↑  22 февраля 2017: из «Вашингтон Уизардс» в «Бруклин Нетс»[14]
  - «Вашингтон» приобрёл Бояна Богдановича и Криса Маккаллоха.
  - «Бруклин» приобрёл Эндрю Николсона и Маркуса Торнтона, выбор «Вашингтона» в первом раунде в 2017 году (защищённый № 1-14).
7. 1 2  26 августа 2014: из «Лос-Анджелес Клипперс» в «Милуоки Бакс»[15]
  - «Клипперс» приобрёл Карлоса Дельфино и Мирослава Радульицу, выбор во втором раунде 2015 года.
  - «Милуоки» приобрёл Джареда Дадли и защищённый выбор «Клипперс» в первом раунде 2017 года.

25 июня 2015: из «Милуоки Бакс» в «Торонто Рэпторс»[16]
  - «Милуоки» приобрёл Грейвиса Васкеса.
  - «Торонто» приобрёл права на Нормана Пауэлла и выбор «Клипперс» в первом раунде 2017 года.

14 февраля 2017: из «Торонто Рэпторс» в «Орландо Мэджик»[17][18]
  - «Торонто» приобрёл Сержа Ибаку.
  - «Орландо» приобрёл Терренса Росса, худший выбор «Клипперс» и «Торонто» в первом раунде 2017 года.
8. ↑  18 февраля 2016: из «Кливленд Кавальерс» в «Портленд Трэйл Блэйзерс»[19]
  - «Кливленд» приобрёл будущий выбор во втором раунде (2018 год).
  - «Портленд» приобрёл Андерсона Варежао и будущий выбор в первом раунде.

6 января 2017: из «Кливленд Кавальерс» в «Портленд Трэйл Блэйзерс»[20]
  - «Кливленд» вновь приобрёл собственный выбор в 2018 году.
  - «Портленд» приобрёл выбор в первом раунде.
9. ↑  20 июня 2017: из «Бруклин Нетс» в «Лос-Анджелес Лейкерс»
  - «Бруклин» приобрёл Д’Анджело Расселла и Тимофея Мозгова.
  - «Лейкерс» приобрёл Брука Лопеса и 27-й выбор драфта.
10. ↑  23 февраля 2017: из «Хьюстон Рокетс» в «Лос-Анджелес Лейкерс»[21]
  - «Хьюстон» приобрёл Лу Уильямса.
  - «Лейкерс» приобрёл Кори Брюэра и выбор «Хьюстона» в первом раунде 2017 года.
11. 1 2 3 4 5 6 7  28 июня 2013: из «Майами Хит» в «Атланту Хокс»[23]
  - «Майами» приобрёл право драфта на Джеймса Энниса (№50).
  - «Атланта» приобрела будущий выбор второго раунда 2017 года (позже отданный «Филадельфии»).

10 июля 2013: из «Нью-Йорк Никс» в «Торонто Рэпторс»[24]
  - «Нью-Йорк» приобрёл Андреа Барньяни.
  - «Торонто» приобрёл Маркуса Кэмби, Стива Новака и Квентина Ричардсона, выбор «Нью-Йорка» в первом раунде 2016 года, во втором раунде 2014 и 2017 годов (позже отданный «Юте»).

10 июля 2013: из «Голден Стэйт Уорриорз» в «Юту Джаз» (трёхсторонняя сделка с участием «Денвер Наггетс»)[25]
  - «Голден Стэйт» приобрёл Андре Игудалу и Кевину Мёрфи.
  - «Денвер» приобрёл Рэнди Фоя и выбор «Голден Стэйт» во втором раунде 2018 года.
  - «Юта» приобрела Андриса Биедриньша, Ричарда Джефферсона и Брендона Раша, получила денежную компенсацию, выбор «Денвера» во втором раунде 2018 года и выбор «Голден Стэйт» в первом раунде 2014 и 2017 годов, во втором раунде 2016 и 2017 годов (позже отданный «Филадельфии»).

10 июля 2014: из «Торонто Рэпторс» в «Юту Джаз»[26]
  - «Торонто» приобрёл Дианте Гарретта.
  - «Юта» приобрела Стива Новак и выбор «Нью-Йорка» во втором раунде 2017 года (позже отданный «Филадельфии»).

19 февраля 2015: из «Детройт Пистонс» в «Юту Джаз» (трёхсторонняя сделка с участием «Оклахома-Сити Тандер»)[27]
  - «Детройт» приобрёл Реджи Джексона из «Оклахома-Сити».
  - «Оклахома-Сити» приобрела Энеса Кантера и Стива Новака из «Юты»; Ди-Джея Августина и Кайла Синглера из «Детройта», выбор «Детройта» во втором раунде 2019 года.
  - «Юта» приобрела Кендрика Перкинса и Гранта Джерретта, права на драфт Тибора Плайсса, защищённый «Оклахома-Сити» выбор в первом раунде (минимум на два года после первого раунда, отданный «Филадельфии» в 2016 году) всё от «Оклахома-Сити», выбор «Детройта» во втором раунде 2017 года.

26 августа 2016: из «Юты Джаз» в «Филадельфию Севенти Сиксерс»[28]
  - «Юта» приобрела Кендалла Маршалла.
  - «Филадельфия» приобрела Тибора Плайсса, лучший и худший выбор «Детройта» во втором раунде 2017 года, выбор «Голден Стэйт» (позже отданный «Атланте»), выбор «Нью-Йорка» во втором раунде и выбор «Юты» во втором раунде.

23 февраля 2017: из «Атланта Хокс» в «Филадельфию Севенти Сиксерс»[29]
  - «Атланта» приобрела Эрсана Ильясову.
  - «Филадельфия» приобрела Тьяго Сплиттера, защищённый «Майами» выбор во втором раунде 2017 года, право обменять выбор «Атланты» во втором раунде 2017 года и худший из двух выборов «Филадельфии», приобретённых у «Юты».
12. 1 2  11 июля 2012: из «Бруклин Нетс» в «Атланту Хокс»[30]
  - «Бруклин» приобрёл Джо Джонсона.
  - «Атланта» приобрела Дешона Стивенсона, Жоана Петро, Джордана Фармара, Энтони Морроу и Джордана Уильямса, выбор «Хьюстона» в первом раунде 2013 года и выбор «Бруклина» во втором раунде 2017 года.

20 июня 2017: из «Атланты Хокс» в «Шарлотт Хорнетс»[31]
  - «Атланта» приобрела Марко Белинелли и Майлса Пламли, 41-й номер на драфте.
  - «Шарлотт» приобрела Дуайта Ховарда, 31-й номер на драфте.
13. ↑  10 августа 2012: из «Лос-Анджелес Лейкерс» в «Орландо Мэджик» (четырёхсторонняя сделка с участием «Денвер Наггетс» и «Филадельфии Севенти Сиксерс»)[33][34]
  - «Денвер» приобрёл Андре Игудалу из «Филадельфии».
  - «Лейкерс» приобрёл Дуайта Ховарда, Эрла Кларка и Криса Дюхона, всё от «Орландо».
  - «Филадельфия» приобрела Эндрю Байнама из «Лейкерс» и Джейсона Ричардсона из «Орландо».
  - «Орландо» приобрёл Аррона Аффлало и Эла Харрингтона, выбор «Денвера» во втором раунде 2013 года, худший выбор «Денвера» и «Нью-Йорка» в первом раунде 2014 года от «Денвера»; Николу Вучевича и Мориса Харклесса и условный выбор «Филадельфии» в первом раунде 2015 года (не переданный по состоянию на 2017 год) от «Филадельфии»; Джоша Макробертса и Кристиана Айенгу, защищённый выбор во втором раунде 2015 года и защищённый выбор «Лейкерс» в первом раунде 2017 года (конвертированный в выбор «Лейкерс» во втором раунде 2017 и 2018 годов, который может быть передан «Торонто»).[35]
14. ↑  
27 июля 2012: из «Миннесоты Тимбервулвз» в «Финикс Санз» (трёхсторонняя сделка с участием «Нью-Орлеан Хорнетс» (теперь «Пеликанс»)[37]
  - «Финикс» приобрёл права Брэда Миллера и Джерома Дайсона у «Нью-Орлеана»; Уэсли Джонсона и защищённый выбор «Миннесоты» в первом раунде.
  - «Нью-Орлеан» приобрёл Робина Лопеса, Хакима Уоррика и денежную компенсацию от «Финикса».
  - «Миннесота» приобрела выбор «Лейкерс» во втором раунде 2014 года от «Финикса»; выбор «Бруклина» во втором раунде 2013 года и выбор «Миннесоты» во втором раунде 2016 года от «Нью-Орлеана».

9 января 2015: из «Финикс Санз» в «Бостон Селтикс»[38]
  - «Финикс» приобрёл Брендан Райт.
  - «Бостон» приобрёл выбор «Миннесоты» в первом раунде (защищённые номера 1-12 до 2016 года, конвертируемый выбор «Миннесоты» в первом раунде 2016 года и во втором раунде 2017 года, если не будет проведено).
15. ↑  
30 июня 2011: из «Сакраменто Кингз» в «Кливленд Кавальерс»[39]
  - «Сакраменто» приобрёл Джей-Джея Хиксона.
  - «Кливленд» приобрёл Омри Касспи и защищённый выбор «Сакраменто» в первом раунде 2012 года, сохранённый до 2017 года, когда он был преобразован в выбор «Сакраменто» во втором раунде 2017 года.

6 января 2014: из «Кливленд Кавальерс» в «Чикаго Буллз»[40]
  - «Кливленд» приобрёл Луола Денга.
  - «Чикаго» приобрёл Эндрю Байнама, защищённый выбор «Сакраменто» в первом раунде, вариант обмена первыми раундами в 2015 году, выбор «Портленда» во втором раунде 2015 и 2016 годов.
16. ↑  23 февраля 2017: из «Даллас Маверикс» в «Филадельфию Севенти Сиксерс»[42]
  - «Даллас» приобрёл Нерленса Ноэля
  - «Филадельфия» приобрела Эндрю Богута и Джастина Андерсона, выбор «Далласа» в первом раунде 2017 года (защищённый №1-18, конвертируемый выбор «Далласа» во втором раунде 2017 и 2020 годов, если не будет отдан).
17. ↑  20 июля 2015: из «Денвер Наггетс» в «Хьюстон Рокетс»[43]
  - «Хьюстон» приобрёл Тая Лоусона и выбор «Денвера» во втором раунде 2017 года.
  - «Денвер» приобрёл Джоуи Дорси, Ника Джонсона, Костаса Папаниколау и Пабло Приджиони, защищённую драфт-лотерею «Хьюстона» в первом раунде 2016 года и денежную компенсацию.
18. ↑  22 июня 2016: из «Чикаго Буллз» в «Нью-Йорк Никс»[44]
  - «Чикаго» приобрёл Хосе Мануэля Кальдерона, Джериана Гранта и Робина Лопеса.
  - «Нью-Йорк» приобрёл Джастина Холидея и Деррика Роуза, выбор «Чикаго» во втором раунде 2017 года.
19. ↑  из «Портленд Трэйл Блэйзерс» в «Хьюстон Рокетс»[45]
  - «Хьюстон» приобрёл права на драфт №45 Марко Тодоровича, права на драфт 2012 года №48 Костаса Папаниколау и два будущих выбора во втором раунде.
  - «Портленд» приобрёл Томаса Робинсона.
20. 1 2  7 января 2014: из «Бостон Селтикс» в «Оклахома-Сити Тандер»[47]
  - «Бостон» приобрёл Джеррида Бэйлесса (из «Мемфиса») и Райана Гомеса (из «Оклахома-Сити»).
  - «Мемфис» приобрёл Кортни Ли (из «Бостона»), выбор во втором раунде 2016 года (от «Бостона») и денежную компенсацию (от «Оклахома-Сити»).
  - «Оклахома-Сити» приобрела выбор «Филадельфии» во втором раунде 2014 года и условный выбор во втором раунде 2017 года (от «Мемфиса»).

30 августа 2016: из «Оклахома-Сити Тандер» в «Денвер Наггетс»[48]
  - «Оклахома-Сити» приобрела Жоффре Ловерня.
  - «Денвер» приобрёл выбор «Мемфиса» во втором раунде 2017 года и выбор «Оклахома-Сити» во втором раунде 2017 года.
21. ↑  21 июня 2017: из «Вашингтон Уизардс» в «Нью-Орлеан Пеликанс»[49]
  - «Вашингтон» приобрёл Тима Фрейзера.
  - «Нью-Орлеан» приобрёл выбор №52 на драфте.
22. ↑  25 сентября 2014: из «Кливленд Кавальерс» в «Бостон Селтикс»[50]
  - «Бостон» приобрёл Кита Боганса, выбор «Кливленда» во втором раунде 2016 и 2017 годов.
  - «Кливленд» приобрёл Джона Лукаса III, Эрика Мёрфи, Дуайта Пауэлла и Малкольма Томаса, выбор «Сакраменто» во втором раунде 2015 и 2017 годов; оба выбора защищены №31-55.
23. ↑  22 февраля 2017: из «Торонто Рэпторс» в «Финикс Санз»[51]
  - «Торонто» приобрёл Пи-Джея Такера.
  - «Финикс» приобрёл Джареда Саллинджера, выбор «Торонто» во втором раунде 2017 и 2018 годов, и денежную компенсацию.
24. ↑  15 января 2015: из Лос-Анджелес Клипперс в Бостон Селтикс (трёхсторонняя сделка с участием «Финикс Санз»)
  - «Бостон» приобрёл Шавлика Рендолфа и торговое исключение в размере 2,4 млн. долларов США от «Финикса», Криса Дугласа-Робертса и выбор во втором раунде 2017 года от «Клипперс».
  - «Клипперс» приобрёл Остина Риверса из «Бостона».
  - «Финикс» приобрёл Реджи Буллока из «Клипперс».
25. ↑  19 февраля 2015: из «Хьюстон Рокетс» в «Нью-Йорк Никс»[52]
  - «Нью-Йорк» приобрёл Алексея Шведа, выбор «Хьюстона» во втором раунде 2017 и 2019 годов.
  - «Хьюстон» приобрёл Пабло Приджиони.

### Сделки во время драфта
1. 1 2  
22 июня 2017: из «Миннесоты Тимбервулвз» в «Чикаго Буллз»[7]
  - «Чикаго» приобрёл выбор первого раунда «Миннесоты» (№7), Криса Данна и Зака Лавина.
  - «Миннесота» приобрела Джимми Батлера и выбор первого раунда «Чикаго» (№16).
2. 1 2 3  
22 июня 2017: из «Сакраменто Кингз» в «Портленд Трэйл Блэйзерс»[9]
  - «Портленд» приобрёл выбор первого раунда «Сакраменто» (№10)
  - «Сакраменто» приобрёл выбор первого раунда «Портленда» (№15 и №20).
3. 1 2  
22 июня 2017: из «Денвер Наггетс» в «Юта Джаз»[10]
  - «Юта» приобрела выбор первого раунда «Денвера» (№13).
  - «Денвер» приобрёл выбор первого раунда «Юты» (№24) и Трея Лайлза.
4. ↑  22 июня 2017: из «Орландо Мэджик» в «Филадельфию Севенти Сиксерс»
  - «Филадельфия» приобрела выбор «Орландо» в первом раунде (№25).
  - «Орландо» приобрёл защищенный выбор в первом раунде 2020 года.
5. 1 2 3  22 июня 2017: из «Лос-Анджелес Лейкерс» в «Юта Джаз»[22]
  - «Юта» приобрела выбор «Лейкерс» в первом раунде (№28).
  - «Лейкерс» приобрёл выбор «Юты» в первом (№30) и втором раундах (№42).
6. 1 2  22 июня 2017: из «Шарлотт Хорнетс» в «Нью-Орлеан Пеликанс»[32]
  - «Нью-Орлеан» приобрёл выбор «Шарлотт» во втором раунде (№31).
  - «Шарлотт» приобрела выбор «Нью-Орлеана» во втором раунде (№40) и денежную компенсацию.
7. ↑  22 июня 2017: из «Орландо Мэджик» в «Мемфис Гриззлис»[36]
  - «Мемфис» приобрёл выбор «Орландо» во втором раунде (№35).
  - «Орландо» приобрёл будущий выбор «Мемфиса» во втором раунде.
8. ↑  
22 июня 2017: из «Чикаго Буллз» в «Голден Стэйт Уорриорз»[41]
  - «Голден Стэйт» приобрёл выбор «Чикаго» во втором раунде (№38).
  - «Чикаго» получил денежную компенсацию.
9. ↑  22 июня 2017: из «Хьюстон Рокетс» в «Мемфис Гриззлис»[36]
  - «Мемфис» приобрёл выбор «Хьюстона» во втором раунде (№45).
  - «Хьюстон» приобрёл будущий выбор «Мемфиса» во втором раунде.
10. ↑  22 июня 2017: из «Милуоки Бакс» в «Лос-Анджелес Клипперс»[46]
  - «Клипперс» приобрёл выбор «Милуоки» во втором раунде (№48).
  - «Милуоки» получил денежную компенсацию.

## Комментарий
1. ↑  Указывается сборная, за которую выступает игрок или его национальность. Если игрок не выступал на международном уровне, то указывается сборная, которую игрок имеет право представлять в соответствии с правилами ФИБА.
2. ↑  Франк Нтиликина родился в Бельгии у родителей руандцев, но выступает за сборную Франции на международных соревнованиях.
3. ↑  Ти-Джей Лиф родился в Израиле, но вырос в США. Он имеет двойное гражданство обеих стран.
4. ↑  Огугуа Ануноби родился в Англии у нигерийских родителей.
5. 1 2  Шеми Оджелей и Ике Анигбогу родились в  США у нигерийских родителей.
6. ↑  Тайлер Дорси родился и вырос в США, но приобрёл двойное гражданство из-за того, что его мать гречанка. Дорси выступает за Грецию под именем Тайлер Нторси (Tailer Ntorsey).
7. ↑  Айзея Хартенштейн родился и вырос в США, но имеет официальное гражданство Германии.
8. ↑  Матиас Лессор родился в Мартинике, которая является регионом и одновременно заморским департаментом Франции.
9. ↑  Александр Везенков родился на Кипре и вырос в греческих общинах как на Кипре, так и в Греции, но выступает за Болгарию на международных соревнованиях.